# Šeli Jachimovič
Šeli Jachimovič (hebrejsky שלי יחימוביץ׳‎, narozena 28. března 1960 Kfar Saba) je izraelská politička, poslankyně Knesetu za Stranu práce a její bývalá předsedkyně.

## Biografie
Narodila se ve městě Kfar Saba a v roce 1985 získala vysokoškolské vzdělání bakalářského stupně v oboru behaviorálních věd, psychologie, sociologie a antropologie na Ben Gurionově univerzitě. Žije v Tel Avivu, je svobodná, má dvě děti. Hovoří hebrejsky, anglicky, a polsky. Sloužila v izraelské armádě, kde dosáhla hodnosti nadporučíka.

## Politická dráha
V letech 1986–2000 pracovala jako novinářka a moderátorka rozhlasové stanice Kol Jisra'el, v letech 2000–2005 pak byla komentátorkou televizní stanice Aruc Štajm (Channel 2). Pak vstoupila do politiky.
Do Knesetu nastoupila po volbách roku 2006, ve kterých kandidovala za Stranu práce. Ve funkčním období 2006–2009 působila jako předsedkyně parlamentního výboru pro práva dětí, jako členka výboru House Committee, výboru finančního, výboru pro kontrolu státu a jako členka vyšetřovací parlamentní komise pro integraci arabských zaměstnanců do veřejného sektoru. Ve volbách roku 2009 svůj mandát obhájila. Od roku 2009 předsedala parlamentnímu etickému výboru, byla členkou finančního výboru a výboru pro práci, sociální věci a zdravotnictví.
V září 2011 se zapojila do souboje o post předsedy Strany práce a ve vnitrostranických volbách ve druhém kole porazila Amira Perece. Stala se tak první ženou v čele této strany od dob Goldy Meirové. Funkci předsedkyně ale zastávala jen do roku 2013, kdy ji nahradil Jicchak Herzog. Ve volbách v roce 2013 totiž Šeli Jachimovič sice v čele kandidátky Strany práce obhájila poslanecký mandát, ale Strana práce jako celek s 15 získanými mandáty jen skromně posílila své parlamentní zastoupení.
Mandát obhájila jako řadová poslankyně rovněž ve volbách v roce 2015, nyní za Sionistický tábor (aliance Strany práce a ha-Tnu'a).